# Spruch von den Tafelrundern
Der Spruch von den Tafelrundern ist ein katalogartiges Spruchgedicht in 256 Reimpaarversen wohl vom Ende des 15. Jahrhunderts, das rund 160 literarisch bekannte Figuren insbesondere aus der Artusliteratur kurz charakterisiert.
Überliefert ist der Text in Handschriften, die auf Ladislaus Sunthaym zurückgehen. Hermann Menhardt edierte ihn 1955 nach dem Wiener Cod. 7692 (geschrieben um 1510 von Wolfgang Hammerl, einem Sekretär Maximilians I., unter den Sammlungen Sunthayms). Am Ende steht die Jahreszahl 1511. München clm 1231 ist eine von Sunthaym für Maximilian I. bestimmte Reinschrift der Fassung im Wiener Cod. 7692, während München clm 2866 eine im 18. Jahrhundert entstandene Abschrift des clm 1231 ist. Ob ein in der Bibliothek der Herren von Zimmern einst befindliches deutsches Gedicht „von vielen heroibus“ der Spruch von den Tafelrundern war, ist unsicher.
Man vermutet, der Spruch sei im Umfeld des Wittelsbacher Hofs in München entstanden.
Für Nikolaus Henkel stellt der Spruch „eine Art abbreviierter Summe höfischer Erzählliteratur dar, indem er die immense Stofflichkeit des präsenten Materials ordnet und auf knappem Raum überschaubar macht“ (Sp. 190).